# Moș Crăciun cu plete dalbe
Moș Crăciun cu plete dalbe este un colind tradițional de Crăciun din folclorul romȃnesc vechi, adresat lui Moș Crăciun.